# (21148) Billramsey
(21148) Billramsey (1993 HN1) – planetoida z grupy pasa głównego asteroid okrążająca Słońce w ciągu 4,41 lat w średniej odległości 2,69 j.a. Odkryta 16 kwietnia 1993 roku.